# Кукулейка
Кукулейка (на гръцки: Κουκουλαίικα) е малко крайбрежно селище на западен залив на Пилио намиращо се на 56 км югоизточно от Волос, Гърция. Има няколко постоянни жители, както и няколко ваканционни къщи. Като отделно селище се споменава за първи път през 1961 г.